# 貴州師範大學附屬中學
26°35′10″N 106°43′12″E / 26.586°N 106.720°E
貴州師範大學附屬中學，簡稱貴州師大附中，本部位於貴州省貴陽市雲岩區寶山北路，前身爲達德學校。始建於1901年，早於貴州師範大學數十年。是貴州省建校最早的中學。

## 校史

### 清朝
達德學堂：
1901年（光緒二十七年），貴陽經世學堂畢業的黃幹夫邀請凌秋鶚、賈漁卿、聶竹書、劉芷陽、金荷書等受西學影響的進步人士，在貴陽城南的忠烈宮（今：中華南路達德學校舊址）建立了“貴陽算學館”。
1903年（光緒二十九年），貴陽算學館增加教育內容，改稱“達德書社”。1904年（光緒三十年），達德書社社員建立私立小學堂，次年增设女子小学版，命名爲“私立達德學堂”。
正誼男女學部：
1905年（光緒三十一年），蕭協臣、楊伯堅創建新式學堂“正誼男女學部”，爲私立小學堂。1911年（宣統三年），正誼男女學部改稱“私立正誼小學”。
貴州通省公立中學堂：
1905年（光緒三十一年）10月，貴州通省公立中學堂建立。

### 中華民國
達德學校
1912年（民國元年），私立達德學堂改稱“私立達德學校”，增設初等預備科（幼稚園）。1920年（民國九年），達德學校增辦中學部。1924年（民國十三年），達德學校中學部增設女中。
1927年（民国十六年），達德學校被軍閥周西成下令解散。1928年（民國十七年）8月，達德學校獲准復校。
抗戰時期，由於撤退大後方，達德學校迎來了最興盛的時光，1939年時，達德學校有教職工一百餘人，學生一千五百餘人。1941年（民國三十年），達德學校增辦高中部，更名爲“貴陽私立達德中學”。
正誼中學
1931年（民國二十年），正誼男女學部更名爲“正誼中學”，招收中學生。抗日戰爭期間，正誼中學遷往貴筑縣文萃鄉，戰爭結束後遷回原址。
南明中學：
1912年（民國元年），貴州通省公立中學堂改名貴州公學，次年改名爲“貴陽私立南明中學”。1922年（民國十一年），私立南明中學交由貴州省政府管理，次年改名爲“貴州省立第二中學”。
1927年（民國十六年），貴陽省立第二中學被周西成下令解散。1948年（民國三十七年），在校友張彭年、何朝宗等人的奔走下，復辦了私立南明中學。

### 中華人民共和國
1949年11月，中國人民解放軍攻克貴陽，隨後其貴陽市軍事管制委員會文教接管部接管了達德中學、正誼中學、南明中學。
1950年8月，貴陽私立達德中學、正誼中學、私立南明中學三校被廢校，於同年9月14日，三校被合併爲貴州省立貴陽二中。，校址初在達德中學舊址，後遷會文巷。
1963年，貴陽二中遷到位於貴陽師範學院對面的寶山北路199號現址；次年，被下令改名爲“貴陽師範學院附屬中學”。1985年，隨着貴陽師範學院升格爲貴州師範大學，改名爲“貴州師範大學附屬中學”至今。
2001年，被貴州省教育廳列入貴州省第一批省級示範性高中名單。

## 校園簡介

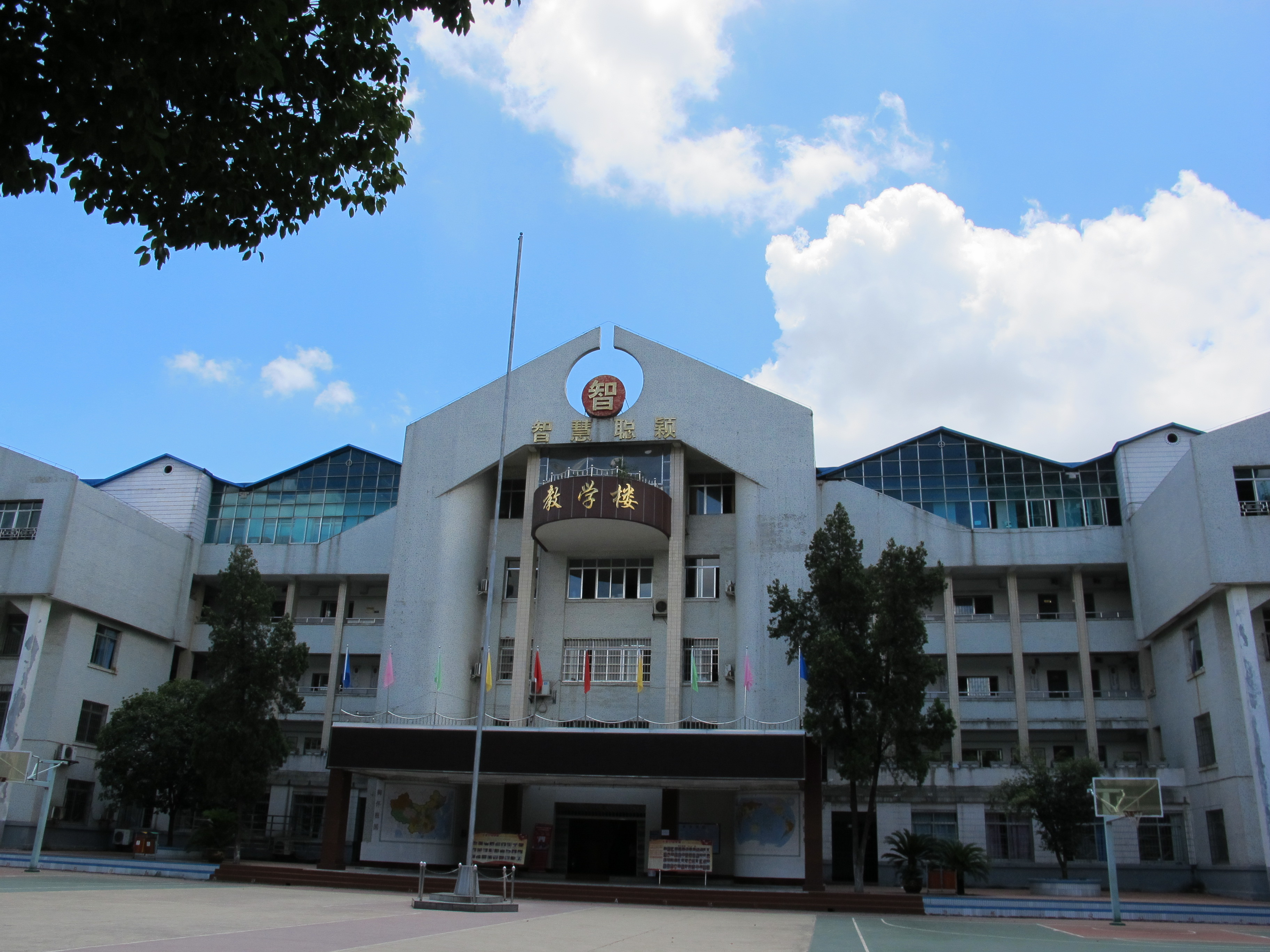
貴州師大附中本部主教學樓

貴州師大附中分為三個校區，其中花溪校區尚在建設過程中，目前大部分高中部學生需要在龍洞堡校區封閉就讀一年高一，然後才可回遷位於雲岩區的本部繼續就讀。由於本部地處貴陽市中心，因此面積狹窄，尚不足貴陽一中的十分之一，但教學樓、多媒體室、圖書室、實驗室、學生宿舍、運動場地基本俱全。據2015年5月28日公佈的學校概況，有在職職工285人。

## 校訓校風
- 校训：仁、智、勇[b]
- 教风：熱愛學生、爲人師表、嚴謹治學、認真執教
- 学风：拼搏奮進、勤學好問

## 校歌

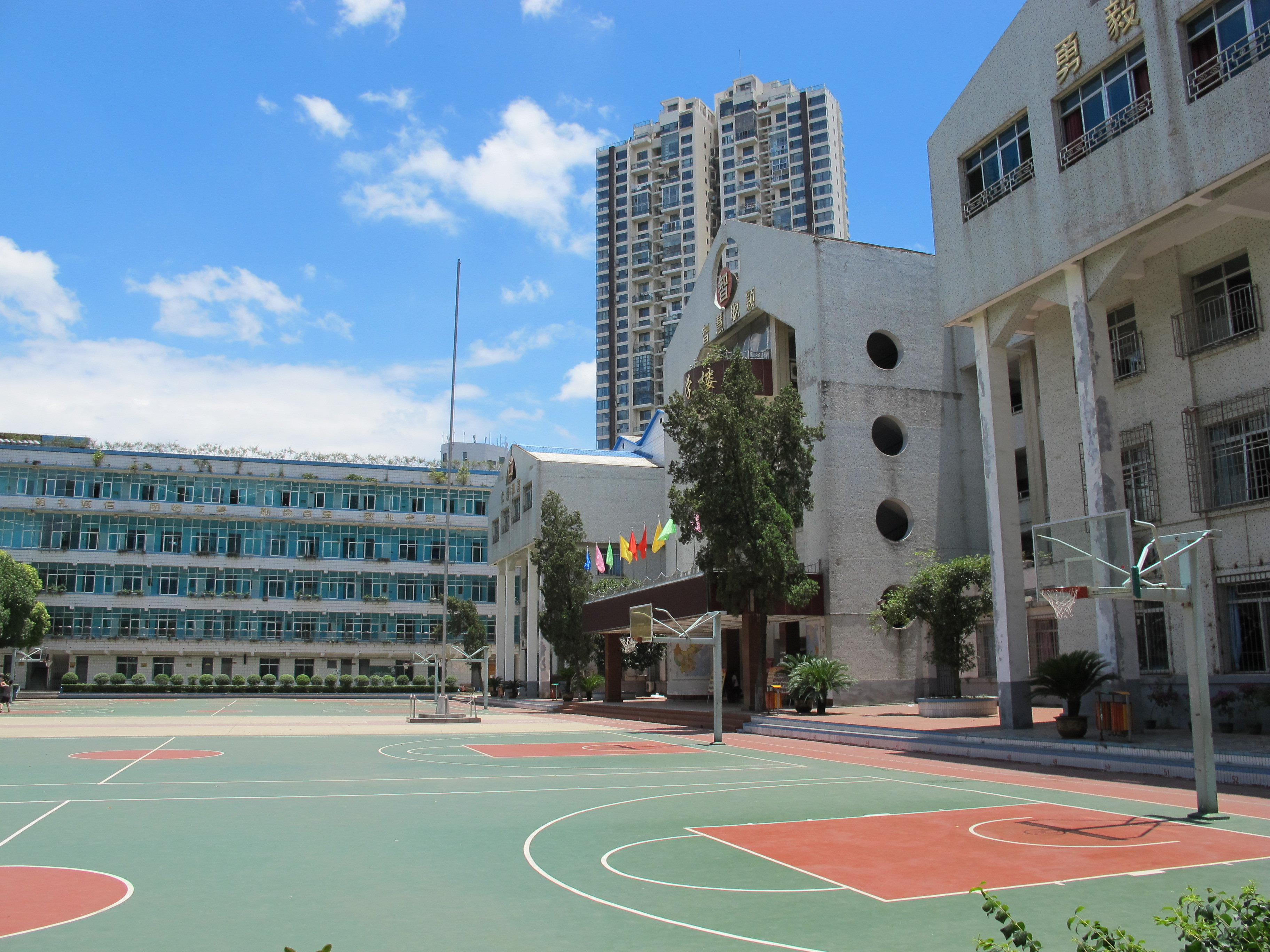
貴州師大附中本部操场

|  | 這裏有雛鷹練翅志在高天，這裡有駿馬奮蹄嚮往草原 這裏有未來棟樑節節長高，這裏有花開的聲音時時響在耳邊 師大附中，希望的田原 教學相長，以德爲先 繼往開來育英才，達德臻美桃李豔 春雨無言滋養着新苗萬千，陽光暖暖親吻着繁花滿園 浩瀚學海泡大了希望的種子，特色名校佳績迎來百般讚歎 師大附中，樹人的苗圃 德智體美，全面發展 師德師恩細潤物，报效祖國看明天 |

## 行政管理

### 歷任校長
- 達德：黃幹夫 - 凌秋鶚 - 王慎余 - 周杏邨 - 謝孝思 - 黃齊生 - 賀梓儕 - 曾俊侯 - 包伯弘 - 劉方嶽
- 正誼：蕭協臣 - 陳稚和 - 龍仲衡 - 劉質賅 - 賀永福 - 陳壽軒
- 二中：張彭年 - 竇居正 - 徐紹彝 - 易智澄

### 現任領導
- 校長   王麗萍
- 黨委書記   戴鳴
- 副校長  張國瑜
- 副校長  陳紅生
- 副校長  王曉祥
- 副校長  楊明海

## 知名校友
- 王若飛：中國共產黨革命烈士。1905年進入其舅黃齊生擔任領導的達德學校就讀小學至畢業；1917年擔任達德學校校員。
- 任虹：原名常學墉，首任中央兒童藝術劇院院長。三十年代時擔任達德學校音樂教師。
- 謝孝思：國畫藝術家、教育家，1979年後任全國政協委員至2008年去世。1933年曾任職達德學校校長。
- 張星槎：書法家。1922年至1925年南明中學就讀。
- 張志韓：中華民國政治人物。曾就讀南明中學，並任學生會長。
- 劉復莘：國畫藝術家。
- 馮濟泉：書法家。

### 腳註
1. 1 2  .   [2016-04-05]. （原始内容存档于2016-04-05）.
2. ↑  .   [2016-04-05]. （原始内容存档于2016-08-15）.
3. ↑  .   [2016-04-05]. （原始内容存档于2017-03-05）.

### 其他
- 楊適，《貴陽志資料研究》[J]，1986年，第10期.
- 貴陽私立達德中學(1920~1950) 全宗號:m104_貴州檔案方志信息網[永久]
- 貴陽私立正誼中學(1931~1950) 全宗號:m125_貴州檔案方志信息網[永久]
- 貴陽私立南明中學(1920~1950) 全宗號:m124_貴州檔案方志信息網[永久]
- 現任領導班子_貴州師範大學附屬中學